# Ivan Petrovič Kotljarevskij
Ivan Petrovič Kotljarevskij (ukr. Іван Петрович Котляревський;  Poltava, 9. rujna 1769. – Poltava, 10. studenog 1838.) je ukrajinski pisac, pjesnik i dramaturg, jedan od predvodnika u stvaranju suvremenog ukrajinskog književnog jezika. Kotljarevskij je u ukrajinskoj književnosti posebno značajan zbog svojeg djela Eneida (ukr. Енеїда) koje je 1798. po prvi puta napisano na ukrajinskom književnom jeziku. Nakon što je završio Teološku školu u Poltavi 1789., započeo je svoj društveni rad kao učitelj te se iznimno približio ukrajinskom narodnom društvu koje je bilo pod manjim utjecajem rusifikacijske politike i sve veće dominacije ruskog jezika u ukrajinskim gradovima. 
Od 1796. do 1808. služio je vojni rok u Ruskoj carskoj vojsci, a nakon toga dolazi u kontakte s uglednim ruskim i ukrajinskim plemićima što mu otvara vrata daljnje profesionalizacije spisateljske karijere. Nakon napada francuske vojske 1812., Kotljarevskij je organizirao kozačku vojnu jedinicu gdje je obnašao dužnost generala u obrani Ruskog carstva. Tijekom svog života Kotljarevskij je uvijek bio povezan sa svojim rodnim mjestom u središtu Ukrajine te je potpomagao razne projekte kulturnog karaktera, uključujući i Poltavsko glumačko kazalište u razdoblju između 1812. i 1821. godine. Kotljarevskij je autor nekoliko poznatih književnih i drugih umjetničkih djela, između ostalog je poznat scenarij za operu Natalka Poltavka (ukr. Наталка Полтавка) i filmski komični scenarij Moskalj-Čarivnyk (ukr. Москаль-Чарівник).

## Vanjske poveznice
- Kotliarevsky, Ivan, b 9 September 1769 in Poltava, d 10 November 1838 in Poltava. (eng.)
- ІСТОРІЯ УКРАЇНСЬКОЇ ЛІТЕРАТУРНОЇ МОВИ (ukr.)
- Іван Петрович Котляревський (1769-1838) (ukr.)